# Roadracing-VM 2012
Världsmästerskapen i Roadracing 2012 arrangerades av Internationella motorcykelförbundet och innehöll klasserna MotoGP, Moto2 och Moto3 i Grand Prix-serien. Därutöver har klasserna Superbike, Supersport, Endurance och Sidovagnsracing världsmästerskapsstatus. VM-titlar delas ut till bästa förare och till bästa konstruktör.
| Världsmästare i roadracing 2012 | Världsmästare i roadracing 2012                   | Världsmästare i roadracing 2012 |
| Klass                           | Mästare individuellt                              | Mästare konstruktörer           |
| ------------------------------- | ------------------------------------------------- | ------------------------------- |
| MotoGP                          | Jorge Lorenzo                                     | Honda                           |
| Moto2                           | Marc Márquez                                      | Suter                           |
| Moto3                           | Sandro Cortese                                    | KTM                             |
| Superbike                       | Max Biaggi                                        | Aprilia                         |
| Supersport                      | Kenan Sofuoğlu                                    | Honda                           |
| Endurance                       | Suzuki Endurance Racing Team (Delhalle, Philippe) | Suzuki                          |
| Sidvagn                         | Tim Reeves/Ashley Hawes                           | -                               |

## MotoGP
Motorstorleken ökade från 900 cm³ till 1000 cm³ cylindervolym. Volymen fick fördelas på högst fyra cylindrar med en max borrning (diameter) på 81 mm.

### Startlista MotoGP
| Nr | Förare             | Nation         | Team                                         | Motorcykel | GP          | Anmärkning                 |
| -- | ------------------ | -------------- | -------------------------------------------- | ---------- | ----------- | -------------------------- |
| 1  | Casey Stoner       | Australien     | Repsol Honda Team                            | Honda      | 1-11,15-18  |                            |
| 2  | Franco Battaini    | Italien        | Cardion AB Motoracing                        | Ducati     | 8           | Ersättningsförare          |
| 4  | Andrea Dovizioso   | Italien        | Monster Yamaha Tech 3                        | Yamaha     | 1-18        |                            |
| 5  | Colin Edwards      | USA            | NGM Mobile Forward Racing                    | Suter      | 1-3, 5-18   |                            |
| 6  | Stefan Bradl       | Tyskland       | LCR Honda MotoGP                             | Honda      | 1-18        |                            |
| 7  | Chris Vermeulen    | Australien     | NGM Mobile Forward Racing                    | Suter      | 4           | Ersättningsförare          |
| 8  | Héctor Barberá     | Spanien        | Pramac Racing Team                           | Ducati     | 1-9, 13-18  |                            |
| 9  | Danilo Petrucci    | Italien        | Came IodaRacing Project                      | Ioda       | 1-18        |                            |
| 11 | Ben Spies          | USA            | Yamaha Factory Racing                        | Yamaha     | 1-16        |                            |
| 14 | Randy De Puniet    | Frankrike      | Power Electronics Aspar                      | ART        | 1-18        |                            |
| 15 | Steve Rapp         | USA            | Attack Performance                           | APR        | 10-11       | Wildcard                   |
| 17 | Karel Abraham      | Tjeckien       | Cardion AB Motoracing                        | Ducati     | 1-7, 10-18  |                            |
| 19 | Álvaro Bautista    | Spanien        | San Carlo Honda Gresini                      | Honda      | 1-18        |                            |
| 20 | Aaron Yates        | USA            | GPTech                                       | BCL        | 11          | Wildcard                   |
| 21 | Katsuyuki Nakasuga | Japan          | Yamaha YSP Racing Team Yamaha Factory Racing | Yamaha     | 13 18       | Wildcard Ersättningsförare |
| 22 | Ivan Silva         | Spanien        | Avintia Blusens                              | BQR        | 1-12,15-18  |                            |
| 24 | Toni Elías         | Spanien        | Pramac Racing Team                           | Ducati     | 10-12       | Ersättningsförare          |
| 26 | Dani Pedrosa       | Spanien        | Repsol Honda Team                            | Honda      | 1-18        |                            |
| 35 | Cal Crutchlow      | Storbritannien | Monster Yamaha Tech 3                        | Yamaha     | 1-18        |                            |
| 41 | Aleix Espargaró    | Spanien        | Power Electronics Aspar                      | ART        | 1-18        |                            |
| 43 | Kris McLaren       | Australien     | Avintia Blusens                              | BQR        | 17          | Ersättningsförare          |
| 44 | David Salom        | Spanien        | Avintia Blusens                              | BQR        | 13-14       | Ersättningsförare          |
| 46 | Valentino Rossi    | Italien        | Ducati Team                                  | Ducati     | 1-18        |                            |
| 51 | Michele Pirro      | Italien        | San Carlo Honda Gresini                      | FTR        | 1-18        |                            |
| 54 | Mattia Pasini      | Italien        | Speed Master                                 | ART        | 1-14        |                            |
| 56 | Jonathan Rea       | Storbritannien | Repsol Honda Team                            | Honda      | 13-14       | Ersättningsförare          |
| 68 | Yonny Hernández    | Colombia       | Avintia Blusens                              | BQR-FTR    | 1-16        |                            |
| 69 | Nicky Hayden       | USA            | Ducati Team                                  | Ducati     | 1-10, 13-18 |                            |
| 71 | Claudio Corti      | Italien        | Avintia Blusens                              | Inmotec    | 18          | Wildcard                   |
| 73 | Hiroshi Aoyama     | Japan          | Avintia Blusens                              | BQR        | 18          | Ersättningsförare          |
| 77 | James Ellison      | Storbritannien | Paul Bird Motorsport                         | ART        | 1-18        |                            |
| 84 | Roberto Rolfo      | Italien        | Speed Master                                 | ART        | 15-18       | Ersättningsförare          |
| 99 | Jorge Lorenzo      | Spanien        | Yamaha Factory Racing                        | Yamaha     | 1-18        |                            |

### Tävlingskalender och resultat MotoGP
| Omgång | Datum        | Grand Prix         | Bana             | Segrare       | Tvåa               | Trea             | Pole position   | Snabbaste varv  |
| ------ | ------------ | ------------------ | ---------------- | ------------- | ------------------ | ---------------- | --------------- | --------------- |
| 1      | 8 april      | Qatar^1            | Losail           | Jorge Lorenzo | Dani Pedrosa       | Casey Stoner     | Jorge Lorenzo   | Casey Stoner    |
| 2      | 29 april     | Spanien            | Jerez            | Casey Stoner  | Jorge Lorenzo      | Dani Pedrosa     | Jorge Lorenzo   | Cal Crutchlow   |
| 3      | 6 maj        | Portugal           | Estoril          | Casey Stoner  | Jorge Lorenzo      | Dani Pedrosa     | Casey Stoner    | Jorge Lorenzo   |
| 4      | 20 maj       | Frankrike          | Le Mans          | Jorge Lorenzo | Valentino Rossi    | Casey Stoner     | Dani Pedrosa    | Valentino Rossi |
| 5      | 3 juni       | Katalonien         | Catalunya        | Jorge Lorenzo | Dani Pedrosa       | Andrea Dovizioso | Casey Stoner    | Jorge Lorenzo   |
| 6      | 17 juni      | Storbritannien     | Silverstone      | Jorge Lorenzo | Casey Stoner       | Dani Pedrosa     | Álvaro Bautista | Jorge Lorenzo   |
| 7      | 30 juni      | Nederländerna^2    | Assen            | Casey Stoner  | Dani Pedrosa       | Andrea Dovizioso | Casey Stoner    | Dani Pedrosa    |
| 8      | 8 juli       | Tyskland           | Sachsenring      | Dani Pedrosa  | Jorge Lorenzo      | Andrea Dovizioso | Casey Stoner    | Dani Pedrosa    |
| 9      | 15 juli      | Italien            | Mugello          | Jorge Lorenzo | Dani Pedrosa       | Andrea Dovizioso | Dani Pedrosa    | Dani Pedrosa    |
| 10     | 29 juli      | Förenta staterna^3 | Laguna Seca      | Casey Stoner  | Jorge Lorenzo      | Dani Pedrosa     | Jorge Lorenzo   | Dani Pedrosa    |
| 11     | 19 augusti   | Indianapolis       | Indianapolis     | Dani Pedrosa  | Jorge Lorenzo      | Andrea Dovizioso | Dani Pedrosa    | Dani Pedrosa    |
| 12     | 26 augusti   | Tjeckien           | Brno             | Dani Pedrosa  | Jorge Lorenzo      | Cal Crutchlow    | Jorge Lorenzo   | Jorge Lorenzo   |
| 13     | 16 september | San Marino         | Misano           | Jorge Lorenzo | Valentino Rossi    | Álvaro Bautista  | Dani Pedrosa    | Jorge Lorenzo   |
| 14     | 30 september | Aragonien          | Motorland Aragón | Dani Pedrosa  | Jorge Lorenzo      | Andrea Dovizioso | Jorge Lorenzo   | Dani Pedrosa    |
| 15     | 14 oktober   | Japan              | Motegi           | Dani Pedrosa  | Jorge Lorenzo      | Álvaro Bautista  | Jorge Lorenzo   | Dani Pedrosa    |
| 16     | 21 oktober   | Malaysia           | Sepang           | Dani Pedrosa  | Jorge Lorenzo      | Casey Stoner     | Jorge Lorenzo   | Dani Pedrosa    |
| 17     | 28 oktober   | Australien         | Phillip Island   | Casey Stoner  | Jorge Lorenzo      | Cal Crutchlow    | Casey Stoner    | Casey Stoner    |
| 18     | 11 november  | Valencia           | Ricardo Tormo    | Dani Pedrosa  | Katsuyuki Nakasuga | Casey Stoner     | Dani Pedrosa    | Dani Pedrosa    |

Noteringar:
- ^1  — Kvällsrace i elljus.
- ^2  — Tävlingarna hålls traditionsenligt på lördag istället för söndag.
- ^3  — Endast MotoGP, inte Moto2 och 3.

### Mästerskapsställning MotoGP
Efter 18 av 18 Grand Prix
1. Jorge Lorenzo, 350 p. Klar världsmästare efter 17 Grand Prix.
2. Dani Pedrosa, 332 p.
3. Casey Stoner, 254 p.
4. Andrea Dovizioso, 218 p.
5. Álvaro Bautista, 178 p.
6. Valentino Rossi, 163 p.
7. Cal Crutchlow, 151 p.
8. Stefan Bradl, 135 p.
9. Nicky Hayden, 122 p.
10. Ben Spies, 88 p.
11. Héctor Barberá, 83 p.
12. Aleix Espargaró, 74 p.
13. Randy De Puniet, 62 p.
14. Karel Abraham, 59 p.
15. Michele Pirro, 43 p.
16. James Ellison, 35 p.
17. Yonny Hernández, 28 p.
18. Katsuyuki Nakasuga, 27 p.
19. Danilo Petrucci, 27 p.
20. Colin Edwards, 27 p.
21. Jonathan Rea, 17 p.
22. Mattia Pasini, 13 p.
23. Ivan Silva, 12 p.
24. Toni Elías, 10 p.
25. Hiroshi Aoyama, 3 p.
26. Steve Rapp, 2 p.
27. David Salom, 1 p.

## Moto2

### Startlista Moto2
| Nr | Förare                | Nation         | Team                                      | Motorcykel              | GP                | Anmärkning                              |
| -- | --------------------- | -------------- | ----------------------------------------- | ----------------------- | ----------------- | --------------------------------------- |
| 3  | Simone Corsi          | Italien        | Came IodaRacing Project                   | FTR                     | 1-9, 11-18        |                                         |
| 4  | Randy Krummenacher    | Schweiz        | GP Team Switzerland                       | Kalex                   | 1-9, 11-13, 17-18 |                                         |
| 5  | Johann Zarco          | Frankrike      | JIR Moto2                                 | Motobi                  |                   |                                         |
| 7  | Alexander Lundh       | Sverige        | Cresto Guide MZ Racing                    | MZ FTR                  | 1-7               |                                         |
| 8  | Gino Rea              | Storbritannien | Federal Oil Gresini Moto2                 | Moriwaki                |                   |                                         |
| 10 | Marco Colandreao      | Schweiz        | SAG Team                                  | FTR                     |                   |                                         |
| 11 | Kevin Wahr            | Tyskland       | Kiefer Racing                             | IAMT                    | 8                 | Wildcard                                |
| 12 | Thomas Lüthi          | Schweiz        | Interwetten-Paddock                       | Suter                   |                   |                                         |
| 14 | Ratthapark Wilairot   | Thailand       | Thai Honda Gresini Moto2                  | Moriwaki                |                   |                                         |
| 15 | Alex De Angelis       | San Marino     | NGM Mobile Forward Racing                 | Suter (GP1-7) FTR (GP8- |                   |                                         |
| 18 | Nicolás Terol         | Spanien        | Mapfre Aspar Team                         | Suter                   |                   |                                         |
| 19 | Xavier Siméon         | Belgien        | Tech 3 Racing                             | Tech 3                  | 1-4, 6-           |                                         |
| 20 | Jesko Raffin          | Schweiz        | GP Team Switzerland                       | Kalex                   | 14-16             | Ersättningsförare för nr 4 Krummenacher |
| 21 | Markus Reiterberger   | Tyskland       | Cresto Guide MZ Racing                    | MZ FTR                  | 8                 | Ersättningsförare                       |
| 22 | Alessandro Andreozzi  | Italien        | Andreozzi Reparto Corse                   | FTR                     | 6                 | Wildcard                                |
| 24 | Toni Elías            | Spanien        | Mapfre Aspar Team                         | Suter                   | 1-9               |                                         |
| 29 | Andrea Iannone        | Italien        | Speed Master                              | Speed Up                |                   |                                         |
| 30 | Takaaki Nakagami      | Japan          | Italtrans Racing Team                     | Kalex                   |                   |                                         |
| 36 | Mika Kallio           | Finland        | Marc VDS Racing Team                      | Kalex                   |                   |                                         |
| 38 | Bradley Smith         | Storbritannien | Tech 3 Racing                             | Tech 3                  |                   |                                         |
| 40 | Pol Espargaró         | Spanien        | Pons 40 HP Tuenti                         | Kalex                   |                   |                                         |
| 44 | Roberto Rolfo         | Italien        | Technomag-CIP                             | Suter                   |                   |                                         |
| 45 | Scott Redding         | Storbritannien | Marc VDS Racing Team                      | Kalex                   |                   |                                         |
| 47 | Angel Rodriguez       | Spanien        | Desguaces La Torre SAG                    | FTR                     | 1-6               |                                         |
| 49 | Axel Pons             | Spanien        | Pons 40 HP Tuenti                         | Kalex                   |                   |                                         |
| 50 | Damian Cudlin         | Australien     | Desguaces La Torre SAG                    | Bimota                  | 7-                |                                         |
| 57 | Eric Granado          | Brasilien      | JIR Moto2                                 | Motobi                  | 6-                |                                         |
| 60 | Julián Simón          | Spanien        | Blusens Avintia                           | FTR                     |                   |                                         |
| 63 | Mike Di Meglio        | Frankrike      | S/Master Speed Up MZ Racing Kiefer Racing | Speed Up MZ FTR Kalex   | 12                |                                         |
| 71 | Claudio Corti         | Italien        | Italtrans Racing Team                     | Kalex                   |                   |                                         |
| 72 | Yuki Takahashi        | Japan          | Italtrans Racing Team                     | Kalex                   |                   |                                         |
| 76 | Max Neukirchner       | Tyskland       | Kiefer Racing                             | Kalex                   | 1-11              |                                         |
| 77 | Dominique Aegerter    | Schweiz        | Technomag-CIP                             | Suter                   |                   |                                         |
| 80 | Esteve Rabat          | Spanien        | Pons 40 HP Tuenti                         | Kalex                   |                   |                                         |
| 81 | Jordi Torres          | Spanien        | Tech 3 Racing                             | Tech 3                  | 5                 | Ersättningsförare                       |
| 82 | Elena Rosell          | Spanien        | QMMF Racing Team                          | Moriwaki                |                   |                                         |
| 84 | Steve Odendaal        | Sydafrika      | Arguiñano Racing Team                     | AJR                     | 12                | Ersättningsförare                       |
| 86 | Hafizh Syahrin        | Malaysia       | Petronas Raceline Malaysia                | FTR                     | 15                | Wildcard                                |
| 88 | Ricard Cardus         | Spanien        | Arguiñano Racing Team                     | AJR                     | 1-11              |                                         |
| 93 | Marc Marquez          | Spanien        | Team CatalunyaCaixa Repsol                | Suter                   |                   |                                         |
| 95 | Anthony West          | Australien     | QMMF Racing Team                          | Moriwaki                |                   |                                         |
| 96 | Nasser Hasan Al Malki | Qatar          | QMMF Racing Team                          | Moriwaki                | 1                 | Wildcard                                |

### Tävlingskalender och resultat Moto2
| Omgång | Datum        | Grand Prix      | Bana             | Segrare         | Tvåa           | Trea            | Pole position | Snabbaste varv     |
| ------ | ------------ | --------------- | ---------------- | --------------- | -------------- | --------------- | ------------- | ------------------ |
| 1      | 8 april      | Qatar^1         | Losail           | Marc Márquez    | Andrea Iannone | Pol Espargaró   | Thomas Lüthi  | Marc Márquez       |
| 2      | 29 april     | Spanien         | Jerez            | Pol Espargaró   | Marc Márquez   | Thomas Lüthi    | Marc Márquez  | Randy Krummenacher |
| 3      | 6 maj        | Portugal        | Estoril          | Marc Márquez    | Pol Espargaró  | Thomas Lüthi    | Marc Márquez  | Pol Espargaró      |
| 4      | 20 maj       | Frankrike       | Le Mans          | Thomas Lüthi    | Claudio Corti  | Scott Redding   | Marc Márquez  | Claudio Corti      |
| 5      | 3 juni       | Katalonien      | Catalunya        | Andrea Iannone  | Thomas Lüthi   | Marc Márquez    | Marc Márquez  | Thomas Lüthi       |
| 6      | 17 juni      | Storbritannien  | Silverstone      | Pol Espargaró   | Scott Redding  | Marc Márquez    | Pol Espargaró | Thomas Lüthi       |
| 7      | 30 juni      | Nederländerna^2 | Assen            | Marc Márquez    | Andrea Iannone | Scott Redding   | Marc Márquez  | Marc Márquez       |
| 8      | 8 juli       | Tyskland        | Sachsenring      | Marc Márquez    | Mika Kallio    | Alex De Angelis | Marc Márquez  | Alex De Angelis    |
| 9      | 15 juli      | Italien         | Mugello          | Andrea Iannone  | Pol Espargaró  | Thomas Lüthi    | Pol Espargaró | Thomas Lüthi       |
| 10     | 19 augusti   | Indianapolis    | Indianapolis     | Marc Márquez    | Pol Espargaró  | Julián Simón    | Pol Espargaró | Marc Márquez       |
| 11     | 26 augusti   | Tjeckien        | Brno             | Marc Márquez    | Thomas Lüthi   | Pol Espargaró   | Pol Espargaró | Pol Espargaró      |
| 12     | 16 september | San Marino      | Misano           | Marc Márquez    | Pol Espargaró  | Andrea Iannone  | Marc Márquez  | Marc Márquez       |
| 13     | 30 september | Aragonien       | Motorland Aragón | Pol Espargaró   | Marc Márquez   | Scott Redding   | Simone Corsi  | Pol Espargaró      |
| 14     | 14 oktober   | Japan           | Motegi           | Marc Márquez    | Pol Espargaró  | Esteve Rabat    | Pol Espargaró | Pol Espargaró      |
| 15     | 21 oktober   | Malaysia        | Sepang           | Alex De Angelis | Anthony West   | Gino Rea        | Pol Espargaró | Hafizh Syahrin     |
| 16     | 28 oktober   | Australien      | Phillip Island   | Pol Espargaró   | Anthony West   | Marc Márquez    | Pol Espargaró | Pol Espargaró      |
| 17     | 11 november  | Valencia        | Ricardo Tormo    | Marc Márquez    | Julián Simón   | Nicolás Terol   | Pol Espargaró | Marc Márquez       |

Noteringar:
- ^1  — Kvällsrace i elljus.
- ^2  — Tävlingarna hålls på lördag istället för söndag.

### Mästerskapsställning Moto2
Ställning efter 17 av 17 Grand Prix
1. Marc Márquez, 324 p. Klar världsmästare efter 16 Grand Prix.
2. Pol Espargaró, 268 p.
3. Andrea Iannone, 193 p.
4. Thomas Lüthi, 190 p.
5. Scott Redding, 161 p.
6. Mika Kallio, 128 p.
7. Esteve Rabat, 114 p.
8. Dominique Aegerter, 110 p.
9. Bradley Smith, 109 p.
10. Johann Zarco, 94 p.
11. Simone Corsi, 87 p.
12. Alex de Angelis, 86 p.
13. Julián Simón, 79 p.
14. Claudio Corti, 74 p.
15. Takaaki Nakagami, 56 p.
16. Anthony West, 52 p.
17. Toni Elías, 48 p.
18. Nicolás Terol, 36 p.
19. Randy Krummenacher, 31 p.
20. Jordi Torres, 29 p.
21. Gino Rea, 21 p.
22. Xavier Siméon, 21 p.
23. Mike Di Meglio, 14 p.
24. Hafizh Syahrin, 13 p.
25. Alex Pons, 10 p.
26. Max Neukirchner, 9 p.
27. Ratthapark Wilairot, 9 p.
28. Richard Cardus, 8 p.
29. Dani Rivas, 3 p.
30. Yuki Takahashi, 2 p.
31. Roberto Rolfo, 1 p.

## Moto3
2012 är första säsongen för Moto3. Som MotoGP och Moto2 är det en fyrtaktsklass och ersätter tvåtaktarna i 125GP.

### Startlista Moto3
| Nr | Förare              | Nation         | Team                                       | Motorcykel           | GP      | Anmärkning |
| -- | ------------------- | -------------- | ------------------------------------------ | -------------------- | ------- | ---------- |
| 3  | Luigi Morciano      | Italien        | Ioda Team Italia                           | Ioda TR002           |         |            |
| 5  | Romano Fenati       | Italien        | Team Italia FMI                            | FTR M312             |         |            |
| 7  | Efrén Vázquez       | Spanien        | JHK T-Shirt Laglisse                       | Honda NSF250R        |         |            |
| 8  | Jack Miller         | Australien     | Elba-Caretta Technology                    | Honda NSF250R        |         |            |
| 9  | Toni Finsterbusch   | Tyskland       | Cresto Guide MZ Racing                     | MZ-RE Honda          |         |            |
| 10 | Alexis Masbou       | Frankrike      | Elba-Caretta Technology                    | Honda NSF250R        |         |            |
| 11 | Sandro Cortese      | Tyskland       | Red Bull KTM Ajo                           | KTM M32              |         |            |
| 12 | Álex Márquez        | Spanien        | Estrella Galicia 0,0                       | Suter MMX3           |         |            |
| 15 | Simone Grotzkyj     | Italien        | Ambrogio Next Racing                       | Oral OE-250M3R       |         |            |
| 19 | Alessandro Tonucci  | Italien        | Team Italia FMI                            | FTR M312             |         |            |
| 21 | Iván Moreno         | Spanien        | Andalucia JHK Laglisse                     | FTR M312             |         |            |
| 23 | Alberto Moncayo     | Spanien        | Bankia Aspar                               | Kalex KTM            |         |            |
| 25 | Maverick Viñales    | Spanien        | Blusens Avintia                            | FTR M312             |         |            |
| 26 | Adrián Martín       | Spanien        | JHK T-Shirt Laglisse                       | Honda NSF250R        |         |            |
| 27 | Niccolò Antonelli   | Italien        | San Carlo Gresini Moto3                    | Honda NSF250R        |         |            |
| 30 | Giulian Pedone      | Schweiz        | Ambrogio Next Racing                       | Oral OE-250M3R       |         |            |
| 31 | Niklas Ajo          | Finland        | TT Motion Events Racing                    | KTM M32              |         |            |
| 32 | Isaac Viñales       | Spanien        | Ongetta-Centro Seta                        | FTR M312             |         |            |
| 39 | Luis Salom          | Spanien        | RW Racing GP                               | Kalex KTM            |         |            |
| 41 | Brad Binder         | Sydafrika      | RW Racing GP                               | Kalex KTM            |         |            |
| 42 | Álex Rins           | Spanien        | Estrella Galicia 0'0                       | Honda NSF250R        |         |            |
| 44 | Miguel Oliveira     | Portugal       | Estrella Galicia 0'0                       | Honda NSF250R        |         |            |
| 51 | Kenta Fujii         | Japan          | Technomag-CIP-TSR                          | TSR3                 |         |            |
| 52 | Danny Kent          | Storbritannien | Red Bull KTM Ajo                           | KTM M32              |         |            |
| 53 | Jasper Iwema        | Nederländerna  | Moto FGR                                   | FGR Honda            |         |            |
| 55 | Héctor Faubel       | Spanien        | Bankia Aspar                               | Kalex KTM            |         |            |
| 61 | Arthur Sissis       | Australien     | Red Bull KTM Ajo                           | KTM M32              |         |            |
| 63 | Zulfahmi Khairuddin | Malaysia       | AirAsia-Sic-Ajo                            | KTM M32              |         |            |
| 77 | Marcel Schrötter    | Tyskland       | Mahindra Racing                            | Mahindra MGP3O       |         |            |
| 84 | Jakub Kornfeil      | Tjeckien       | Redox-Ongetta-Centro Seta                  | FTR M312             |         |            |
| 89 | Alan Techer         | Frankrike      | Technomag-CIP-TSR                          | TSR3                 |         |            |
| 94 | Jonas Folger        | Tyskland       | IodaRacing Project Mapfre Aspar Team Moto3 | Ioda TR002 Kalex KTM | 1-9 10- |            |
| 96 | Louis Rossi         | Frankrike      | Racing Team Germany                        | FTR M312             |         |            |
| 99 | Danny Webb          | Storbritannien | Mahindra Racing                            | Mahindra MGP3O       |         |            |

### Tävlingskalender och resultat Moto3
| Omgång | Datum        | Grand Prix      | Bana             | Segrare          | Tvåa                | Trea                | Pole position       | Snabbaste varv      |
| ------ | ------------ | --------------- | ---------------- | ---------------- | ------------------- | ------------------- | ------------------- | ------------------- |
| 1      | 8 april      | Qatar^1         | Losail           | Maverick Viñales | Romano Fenati       | Sandro Cortese      | Sandro Cortese      | Maverick Viñales    |
| 2      | 29 april     | Spanien         | Jerez            | Romano Fenati    | Luis Salom          | Sandro Cortese      | Álex Rins           | Romano Fenati       |
| 3      | 6 maj        | Portugal        | Estoril          | Sandro Cortese   | Maverick Viñales    | Luis Salom          | Sandro Cortese      | Sandro Cortese      |
| 4      | 20 maj       | Frankrike       | Le Mans          | Louis Rossi      | Alberto Moncayo     | Álex Rins           | Maverick Viñales    | Jakub Kornfeil      |
| 5      | 3 juni       | Katalonien      | Catalunya        | Maverick Viñales | Sandro Cortese      | Miguel Oliveira     | Maverick Viñales    | Álex Márquez        |
| 6      | 17 juni      | Storbritannien  | Silverstone      | Maverick Viñales | Luis Salom          | Sandro Cortese      | Maverick Viñales    | Sandro Cortese      |
| 7      | 30 juni      | Nederländerna^2 | Assen            | Maverick Viñales | Sandro Cortese      | Danny Kent          | Sandro Cortese      | Zulfahmi Khairuddin |
| 8      | 8 juli       | Tyskland        | Sachsenring      | Sandro Cortese   | Alexis Masbou       | Luis Salom          | Sandro Cortese      | Sandro Cortese      |
| 9      | 15 juli      | Italien         | Mugello          | Maverick Viñales | Romano Fenati       | Sandro Cortese      | Maverick Viñales    | Sandro Cortese      |
| 10     | 19 augusti   | Indianapolis    | Indianapolis     | Luis Salom       | Sandro Cortese      | Jonas Folger        | Sandro Cortese      | Sandro Cortese      |
| 11     | 26 augusti   | Tjeckien        | Brno             | Jonas Folger     | Luis Salom          | Sandro Cortese      | Maverick Viñales    | Luis Salom          |
| 12     | 16 september | San Marino      | Misano           | Sandro Cortese   | Luis Salom          | Romano Fenati       | Sandro Cortese      | Álex Rins           |
| 13     | 30 september | Aragonien       | Motorland Aragón | Luis Salom       | Sandro Cortese      | Jonas Folger        | Jonas Folger        | Danny Kent          |
| 14     | 14 oktober   | Japan           | Motegi           | Danny Kent       | Maverick Viñales    | Alessandro Tonucci  | Danny Kent          | Alessandro Tonucci  |
| 15     | 21 oktober   | Malaysia        | Sepang           | Sandro Cortese   | Zulfahmi Khairuddin | Jonas Folger        | Zulfahmi Khairuddin | Zulfahmi Khairuddin |
| 16     | 28 oktober   | Australien      | Phillip Island   | Sandro Cortese   | Miguel Oliveira     | Arthur Sissis       | Sandro Cortese      | Alessandro Tonucci  |
| 17     | 11 november  | Valencia        | Ricardo Tormo    | Danny Kent       | Sandro Cortese      | Zulfahmi Khairuddin | Jonas Folger        | Zulfahmi Khairuddin |

Noteringar:
- ^1  — Kvällsrace i elljus.
- ^2  — Tävlingarna hålls på lördag istället för söndag.

### Mästerskapsställning Moto3
Ställning efter 17 av 17 Grand Prix:
1. Sandro Cortese, 325 p. Klar världsmästare efter 15 Grand Prix.
2. Luis Salom, 214 p.
3. Maverick Viñales, 207 p.
4. Danny Kent, 154 p.
5. Álex Rins, 141 p.
6. Romano Fenati, 136 p.
7. Zulfahmi Khairuddin, 128 p.
8. Miguel Oliveira, 114 p.
9. Jonas Folger, 93 p.
10. Efrén Vázquez, 93 p.
11. Louis Rossi, 86 p.
12. Arthur Sissis, 84 p.
13. Alexis Masbou, 81 p.
14. Niccolò Antonelli, 77 p.
15. Jakub Kornfeil, 71 p.
16. Héctor Faubel, 63 p.
17. Alberto Moncayo, 52 p.
18. Alessandro Tonucci, 45 p.
19. Niklas Ajo, 40 p.
20. Álex Márquez, 27 p.
21. Brad Binder, 24 p.
22. Alan Techer, 21 p.
23. Jack Miller, 17 p.
24. Adrian Martin, 16 p.
25. Ivan Moreno, 10 p.
26. Jasper Iwema, 9 p.
27. Luca Gruenwald, 8 p.
28. Isaac Viñales, 8 p.
29. Giulian Pedone, 7 p.
30. Toni Finsterbusch 7 p.
31. Philipp Öttl, 5 p.
32. Juan Franci Guevara 4 p.
33. Marcel Schrötter, 4 p.
34. Kevin Hanus, 3 p.
35. Kevin Calia, 2 p.
36. Josep Rodriguez 1 p.
37. John McPhee, 1 p.
38. Michael Rube Rinaldi, 1 p.
39. Simone Grotzkyj, 1p.

## Övriga klasser
Förutom i Grand Prix-klasserna delar FIM ut världsmästerskap i klasserna Superbike, Supersport, Endurance och Sidovagnar. De kör på andra tävlingsheleger och delvis på andra banor.

### Superbike
Superbike-VM 2012 kördes över 13 omgångar och 25 heat. Den italienske föraren Max Biaggi på Aprilia blev världsmästare för förare med 358 poäng. Endast 0,5 poäng före Tom Sykes. Aprilia vann världsmästerskapet för tillverkare.

### Supersport
Supersport-VM 2012 kördes över 12 omgångar vid samma tävlingshelger som Superbike. Den turkiske föraren Kenan Sofuoğlu på Kawasaki blev världsmästare med 231 poäng.